# 2050 Francis
2050 Francis eller 1974 KA är en asteroid i huvudbältet som upptäcktes den 28 maj 1974 av den amerikanske astronomen Eleanor F. Helin vid Palomarobservatoriet. Den är uppkallad efter Fred och Kay Francis, upptäckarens föräldrar.
Asteroiden har en diameter på ungefär 8 kilometer.